# オスカー・トーレス
§
オスカー・トレス（Oscar Torres）ことオスカー・ホセ・トーレス・マルティネス（Óscar José Torres Martinez、1976年12月18日 - ）は、ベネズエラのプロバスケットボール選手。ベネズエラ男子プロバスケットボールリーグ1部LPBのマリノス・デ・アンソアテギ所属。首都地区ミランダ州カラカス出身。ポジションはシューティングガード、スモールフォワード。

## 来歴
1997年に母国のマリノスでプロデビュー。
2001年、ヒューストン・ロケッツと契約し、ベネズエラ出身者初のNBAプレイヤーとなる。同年12月11日のクリーブランド・キャバリアーズ戦で28得点を記録し、シーズン平均6.0得点をマークした。
翌シーズン、ゴールデンステート・ウォリアーズに移籍。シーズン平均3.1得点を記録。
2003年にはバスケット・ナポリ、2004年にはロシアのヒムキBCに移籍。2006年にはユーロカップ準優勝に導く。
同年世界選手権にベネズエラ代表として出場。同チームで唯一国外でプレーしていた選手であった。
大会後、CSKAモスクワに移籍。
2007年、イタリアセリエAの強豪クリマミオ・ボローニャに移籍。
2008年、セリエA・アマトーリ・ウディネへ移籍。